# Långvattenhöjden
Långvattenhöjden este o arie protejată (sit de importanță comunitară — SCI) din Suedia întinsă pe o suprafață de 136,66 ha, integral pe uscat.

## Localizare
Centrul sitului Långvattenhöjden este situat la coordonatele 62°53′54″N 17°32′56″E / 62.8982°N 17.54889°E.

## Înființare
Situl Långvattenhöjden a fost declarat sit de importanță comunitară în septembrie 2021 pentru a proteja un număr necunoscut de specii din flora spontană și fauna sălbatică aflate în arealul zonei.

## Biodiversitate
Situată în ecoregiunea boreală, aria protejată conține 2 habitate naturale: Mlaștini turboase de tranziție și turbării mișcătoare, Taiga vestică.
La baza desemnării sitului se află un număr nedeclarat de specii protejate.